# Яшвиль, Лев Михайлович
Князь Лев (Леван) Михайлович Яшвиль (Яшвили) (1772 — 19 апреля 1836, Киев) — генерал от артиллерии (1819), генерал-адъютант (1831).

## Биография
Лев Яшвиль родился 17 августа 1772 года в семье мелкого владетельного грузинского князя из рода Яшвилей.
Ещё мальчиком был привезён с Кавказа и определён в 1784 году в артиллерийский кадетский корпус, откуда был выпущен в 1786 году штык-юнкером в Бомбардирский полк. С тех пор вся его военная карьера протекла в артиллерии.
В 1787 году принял участие в русско-турецкой войне, участвовал в защите Кинбурна и при осаде Очакова, и был произведён за отличие в подпоручики и поручики.
После заключения мира с турками был послан в Польшу, где с 1792 по 1795 год принимал участие в боях в ходе русско-польской войны 1792 года и последующего восстания Костюшко. Участвовал в сражениях при Щекоцинах, Голькуве, Мацеёвицах, при осаде Варшавы и взятии её предместья Праги, причём за отличие, выказанное в сражении при Мацеёвицах, получил орден Святого Владимира 4-й степени, а при взятии Праги — Святого Георгия 4-й степени.
С 1794 по 1799 год служил в конной артиллерии, а в 1799 году в чине капитана был переведён в лейб-гвардии Артиллерийский батальон. Произведённый в 1800 году в полковники конно-артиллерийского батальона, он с 1801 по 1803 год служил вторично в гвардии, а затем в 1-м конно-артиллерийском батальоне и с 1806 года, по переформировании артиллерийских полков и батальонов, командиром 4-й артиллерийской бригады.
С открытием кампании 1805 года был послан в австрийские владения, где участвовал в сражении с французами под местечком Вишау. Затем, в ходе Войны четвёртой коалиции особенно отличился под Гейльсбергом, за который был награждён орденом Святого Георгия 3-й степени, и при Прейсиш-Эйлау и Гуттштадте, за которые получил дважды золотое оружие. Кроме того, за отличное действие конной его имени роты Яшвилю было объявлено высочайшее благоволение и пожалован прусский орден «Pour le mérite».
В 1808 году произведён в генерал-майоры. Во время Отечественной войны 1812 года действовал сначала под начальством П. Х. Витгенштейна, сражаясь при Якубове и Клястицах, под Чашниками, и преследуя неприятеля до реки Дриссы; за все эти подвиги был награждён чином генерал-лейтенанта.
В 1813 году назначен начальником артиллерии главной действующей армии и находился в заграничном походе через Пруссию в Саксонию, причём за сражение при Лютцене был награждён орденом Святого Александра Невского, а за Бауцен — алмазами к тому же ордену.
Блестящее состояние артиллерии, при осмотре её государём на полях Шампани, доставило Яшвилю орден Святого Владимира 1-й степени.
По возвращении в Россию был в 1816 году назначен начальником артиллерии 1-й армии и занимал эту должность в течение 17 лет, постоянно получая знаки благоволения к нему императоров Александра І и Николая І.
В 1819 году произведён в генералы от артиллерии, в 1831 году получил вензеля на эполеты и в 1832 году был назначен членом Военного совета империи. Расстроенное здоровье побудило его в 1833 году просить увольнения от службы впредь до выздоровления. Его долговременная служба отмечена в том же году высшим орденом Святого Андрея Первозванного.
Скончался 1 мая 1836 года и был похоронен на кладбище Киевского Выдубицкого монастыря.

## Семья
Его старший брат генерал-майор Владимир Яшвиль — участник дворцового заговора против императора Павла I и цареубийца.